# Wstrzykiwanie zależności
Wstrzykiwanie zależności (ang. Dependency Injection, DI) – wzorzec projektowy i wzorzec architektury oprogramowania polegający na usuwaniu bezpośrednich zależności pomiędzy komponentami na rzecz architektury typu plug-in. Polega na przekazywaniu gotowych, utworzonych instancji obiektów udostępniających swoje metody i właściwości obiektom, które z nich korzystają (np. jako parametry konstruktora). Stanowi alternatywę do podejścia, gdzie obiekty tworzą instancję obiektów, z których korzystają np. we własnym konstruktorze. 
Jest on często utożsamiany z odwróceniem sterowania (ang. Inversion of Control, IoC), jakkolwiek z technicznego punktu widzenia DI jest jedną ze szczególnych (obecnie najpopularniejszą) realizacji paradygmatu IoC.
DI silnie preferuje zewnętrzne tworzenie połączeń (zależności) pomiędzy komponentami oprogramowania (np. asocjacje w klasach), nad zlecaniem tworzenia zależności im samym. Jest to wzorzec, w którym odpowiedzialność za tworzenie i łączenie obiektów jest przeniesiona z obiektów do fabryki (np. kontenera IoC). Na żądanie kodu fabryka tworzy obiekt, lub udostępnia obiekt z puli obiektów, ustawiając mu powiązania z innymi obiektami (np. wstrzykiwanie konstruktorem – Constructor Injection, wstrzykiwanie mutatorami – Setter Injection, użycie interfejsu – Interface Injection lub w mieszany sposób). DI jest więc realizacją „odwrócenia sterowania” w sensie tworzenia i wiązania obiektów.
W rozbudowanych implementacjach fabryka może wykonywać czynności dodatkowe, np. Spring Framework pozwala na używanie aspektów, można więc do obiektu dodać automatycznie obsługę transakcji, logowania, itp.
DI jest sposobem osiągnięcia luźnych powiązań (ang. loose coupling). 
Użycie tej techniki pozwala tworzyć łatwo testowalne obiekty. Sprawdza się szczególnie w powiązaniu z programowaniem sterowanym testami (ang. test-driven development). Polega ono w skrócie na następującym tworzeniu oprogramowania: opracowujemy interfejsy (diagram klas), opracowujemy testy jednostkowe, które testują funkcjonalność interfejsu (w jaki sposób przetestować, czy działanie jest poprawne), a dopiero później piszemy implementację. Unikanie zależności od konkretnych implementacji współpracujących klas, a bazowanie tylko na interfejsach umożliwia tworzenie kontrolowanych testów - jesteśmy w stanie skupić się wyłącznie na funkcjonalności wybranej klasy; zwłaszcza, gdy wykorzystamy obiekty-zaślepki (ang. mock-objects, proste pseudoimplementacje, używane w celu testowania). DI pozwala wstrzyknąć do obiektów testowanych zależności od obiektów-zaślepek. W środowisku produkcyjnym do obiektów tych wstrzykiwane są zależności od prawdziwych obiektów.